# Hypodrassodes courti
Hypodrassodes courti är en spindelart som beskrevs av Forster 1979. Hypodrassodes courti ingår i släktet Hypodrassodes och familjen plattbuksspindlar. Inga underarter finns listade i Catalogue of Life.